# Mindourou
Mindourou es una comuna camerunesa perteneciente al departamento de Haut-Nyong de la región del Este. Como arrondissement recibe el nombre de Dja.
La comuna, con una población de unos 13 500 habitantes, está habitada principalmente por cuatro grupos étnicos: los baka (dispersos por todo el territorio de la comuna), los mpoubieng (en el norte), los djem (en el centro) y los badjoués (en el sur).
Se ubica sobre la carretera P6, unos 100 km al sur de la capital regional Bertoua.

## Localidades
Comprende, además de Mindourou, las siguientes localidades (de las cuales 16 son pueblos bantúes y 9 son aglomeraciones baka):
- Ampel
- Bédoumo
- Bitsoumam
- Cyrie
- Diassa
- Dimpam
- Dioula
- Djolempoum
- Djouyaya
- Elandjo
- Etsiek
- Kagnol
- Kendjo
- Malène
- Mayang
- Mayos
- Mballam
- Medjoh
- Menzoh
- Nemeyong
- Nkouak
- Nkoul
- Nongbwala
- Tonkla (Djaposten)